# Superior (Wyoming)
Superior – miasto w Stanach Zjednoczonych, w stanie Wyoming, w hrabstwie Sweetwater.